# David Registe
David Registe (Palmer, 2 maggio 1988) è un ex lunghista dominicense.

## Biografia
Nato in Alaska, mantiene per le competizioni internazionali la nazionalità dei genitori provenienti dalla Dominica emigrati negli Stati Uniti d'America nel 1976. Registe ha debuttato internazionalmente nel 2011, partecipando ai Giochi panamericani e vincendo una medaglia d'argento nel salto in lungo. Ha inoltre rappresentato lo stato dei Caraibi ai Giochi del Commonwealth nel 2014 e nel 2018.

## Palmarès
| Anno | Manifestazione          | Sede        | Evento         | Risultato | Prestazione | Note |
| ---- | ----------------------- | ----------- | -------------- | --------- | ----------- | ---- |
| 2011 | Campionati CAC          | Mayagüez    | Salto in lungo | 6º        | 7,38 m      |      |
| 2011 | Giochi panamericani     | Guadalajara | Salto in lungo | Argento   | 7,89 m      |      |
| 2013 | Campionati CAC          | Morelia     | Salto in lungo | 10º       | 7,02 m      |      |
| 2014 | Giochi CAC              | Veracruz    | Salto in lungo | Oro       | 7,79 m      |      |
| 2014 | Giochi del Commonwealth | Glasgow     | Salto in lungo | 10º       | 7,52 m      |      |
| 2015 | Giochi panamericani     | Toronto     | Salto in lungo | 17º (q)   | 7,02 m      |      |
| 2016 | Campionati OECS         | Road Town   | Salto in lungo | 5º        | 7,19 m      |      |
| 2018 | Giochi del Commonwealth | Gold Coast  | Salto in lungo | 15º (q)   | 7,59 m      |      |

## Altre manifestazioni internazionali
2014
- Oro al Festival sportivo panamericano ( Città del Messico), salto in lungo - 8,06 m